# رامون كاسترو (لاعب كرة قاعدة)
رامون كاسترو (بالإسبانية: Ramón Alfredo Castro)‏ هو لاعب كرة قاعدة مكسيكي، ولد في 23 أكتوبر 1979 في بلنسية في فنزويلا.

## وصلات خارجية
- رامون كاسترو على موقعبيزبول رفرنس.كوم (الدوري الرئيسي) (الإنجليزية)
- رامون كاسترو على موقعبيزبول رفرنس.كوم (الدوري الثانوي) (الإنجليزية)
- رامون كاسترو على موقع إي إس بي إن.كوم (أم.أل.بي) (الإنجليزية)